# شون كونسيدين
شون كونسيدين (بالإنجليزية: Sean Considine)‏ هو لاعب كرة قدم أمريكية أمريكي، ولد في 28 أكتوبر 1981 في ديكسون في الولايات المتحدة.

## وصلات خارجية
- شون كونسيدين على موقع مرجع كرة القدم المحترفة.كوم (الإنجليزية)